# La peau douce
La Peau douce (dansk: Silkehud) er en fransk film fra 1964, instrueret af Francois Truffaut.

## Handling
Filmen handler om en berømthed, Pierre Lachenay, der under en flyvetur bliver forelsket i den yngre stewardesse Nicole. Romancen udvikler sig til en besættelse og selvom Lachenay prøver at gøre en ende på forholdet, må han erkende at han ikke kan undvære Nicole. Filmen ender med, at Lachenay, efter at være blevet opfordret af sine venner, ringer til sin kone for at slutte fred med hende, hvad han ikke ved, er at konen er på vej hen for at skyde ham med et jagtgevær.

## Medvirkende
- Jean Desailly - Pierre Lachenay
- Françoise Dorléac - Nicole
- Nelly Benedetti - Franca Lachenay
- Daniel Ceccaldi - Clément
- Laurence Badie - Ingrid
- Philippe Dumat - Biografdirektøren i Reims
- Paule Emanuele - Odile
- Maurice Garrel - Bontemps
- Sabine Haudepin - Sabine Lachenay
- Dominique Lacarrière - Sekretæren Dominique
- Jean Lanier - Michel
- Pierre Risch - Chanoine

## Eksterne Henvisninger
- La peau douce på Internet Movie Database (engelsk)
- La peau douce på Filmdatabasen
- La peau douce på Scope
- La peau douce i Svensk Filmdatabas (svensk)
- La peau douce på AlloCiné (fransk)
- La peau douce på MovieMeter (nederlandsk)
- La peau douce på AllMovie (engelsk)
- La peau douce hos American Film Institute (engelsk)
- La peau douce på Turner Classic Movies (engelsk)
- La peau douce på The Movie Database (engelsk)

Skabelon:DEFAULTSORT